# Rat River (Peel River)
Der Rat River ist ein etwa 140 km langer linker Nebenfluss des Peel River im Territorium Yukon und in den Nordwest-Territorien von Kanada.

## Flusslauf
Das Quellgebiet des Rat River befindet sich in den Richardson Mountains auf einer Höhe von etwa 1080 m. Er fließt die ersten 10 km in südsüdöstlicher Richtung durch das Bergland, wobei er die Grenze von Yukon zu den Nordwest-Territorien überquert. Bei den Twin Lakes, auf einer Höhe von 320 m, wendet sich der Rat River nach Osten. Der Fluss durchfließt die Tundralandschaft in überwiegend ostsüdöstlicher Richtung. Größere Nebenflüsse des Rat River sind Fish Creek und Divii Daaghoo Njik von Norden sowie Chii Ezhah Njik von Süden. Nach 70 km trifft der Rat River auf einen Höhenzug, der das Tiefland des Mackenzie-Deltas nach Westen abgrenzt. Der Rat River fließt nun 12 km nach Norden, bevor den Höhenzug in östlicher Richtung durchschneidet und anschließend wieder 5 km nach Süden fließt. Der Rat River spaltet sich nun in drei größere Flussarme auf, die sich durch das mit Seen und Kanälen durchsetzte Tiefland des Mackenzie-Deltas schlängeln. Der rechte Mündungsarm verläuft noch weitere 15 km nach Norden, bevor er sich nach Osten wendet und schließlich 10,5 km nördlich von Fort McPherson auf den Husky Channel trifft, einen linken Mündungsarm des Peel River. Die beiden weiter nördlich verlaufenden größeren Mündungsarme treffen bei (⊙) und bei (⊙) ebenfalls auf den Husky Channel.

## Hydrometrie
Der Rat River entwässert ein Areal von etwa 2650 km². Der mittlere Abfluss 85 km oberhalb der Mündung beträgt 8,31 m³/s. Der Fluss ist gewöhnlich zwischen Mai und September eisfrei. Der Juni ist der Monat mit den im Mittel höchsten Abflüssen.
Am Mittellauf des Rat River, etwa bei Flusskilometer 85, befindet sich ein Abflusspegel (⊙). Der gemessene mittlere Abfluss (MQ) beträgt 8,31 m³/s (1981–1990). Das zugehörige Einzugsgebiet umfasst eine Fläche von 1260 km².
Im folgenden Schaubild werden die mittleren monatlichen Abflüsse des Rat River für die Messperiode 1981–1990 in m³/s dargestellt.